# Papagomys theodorverhoeveni
Il ratto arboricolo gigante di Verhoeven (Papagomys theodorverhoeveni) fu un roditore che visse in Indonesia. È stato dichiarato estinto nel 1996, anche se gli esperti pensano sia scomparso prima del 1500. Dell'animale si hanno solo resti semifossilizzati rinvenuti sull'isola di Flores, in Indonesia.